# Hej Sokoly
Hej Sokoły  (tạm dịch: Này, chim ưng; tiếng Ukraina: Гей соколи, tiếng Ba Lan: Hej Sokoły) là một bài hát phổ biến ở Ba Lan, Ukraine, Slovakia, Belarus và miền đông Cộng hòa Séc. Lời bài hát kể về một cô gái Ukraine (người Cô-dắc), trong giây phút chia ly người tình ra chiến trận. Dù chưa rõ tác giả là ai nhưng bài hát có thể là của nhà thơ người Ukraine gốc Ba Lan - nhạc sĩ Tomasz Padura soạn vào nửa đầu thế kỷ 19. Do lịch sử bài hát không được ghi chép cẩn thận nên mọi người vẫn coi đây là bài hát dân gian của Ba Lan  và Ucraina. Lời bài hát chỉ khác nhau đôi chút giữa hai ngôn ngữ.
Giai điệu này rất phổ biến đối với những người lính Ba Lan trong Chiến tranh Ba Lan-Liên Xô, và cũng được hát bởi quân du kích trong quân đội Ba Lan thời Thế chiến II. Ca sĩ dân gian Ba Lan Maryla Rodowicz cũng đã từng trình diễn một bản cover nổi tiếng của bài hát.

## Lời bài hát
Lời một và điệp khúc
| Tiếng Ba Lan                       | Dịch sang tiếng Việt                                  | Tiếng Ukraine                   | Phiên âm tiếng Ukraine           | Slovak                                    |
| ---------------------------------- | ----------------------------------------------------- | ------------------------------- | -------------------------------- | ----------------------------------------- |
| Hej, tam gdzieś z nad czarnej wody | Ở đó, nơi phía trên dòng hắc thủy                     | Гей, десь там, де чорні води,   | Hei, des tam de chorni vody,     | V dobrom aj v zlom budeš moja,            |
| Siada na koń kozak młody.          | Một chàng Cô-sắc cưỡi trên lưng ngựa                  | Сів на коня козак молодий.      | Siv na konia kozak molodyi.      | Rany tie sa s tebou zhoja.                |
| Czule żegna się z dziewczyną,      | Buồn thay, chàng phải nói lời từ biệt nàng            | Плаче молода дівчина,           | Plache moloda divchyna,          | Keď je slnko, keď je zima,                |
| Jeszcze czulej z Ukrainą.          | Nhưng đáng buồn hơn, phải chia tay đất Ukraine.       | Їде козак з України.            | Yide kozak z Ukrayiny.           | Ty si moja domovina.                      |
| Hej, hej, hej sokoły!              | Này, này, chú chim ưng!                               | Гей! Гей! Гей, соколи!          | Hei! Hei! Hei, sokoly!           | Hej, hej, hej sokoly!                     |
| Omijajcie góry, lasy, doły.        | Bay qua những ngọn núi, rừng và thung lũng.           | Оминайте гори, ліси, доли.      | Omynaite hory, lisy, doly.       | Z výšky hľadia na to všetko, čo nás bolí. |
| Dzwoń, dzwoń, dzwoń dzwoneczku,    | Leng kenh, Leng kenh chiếc chuông nhỏ                 | Дзвін, дзвін, дзвін, дзвіночку, | Dzvin, Dzvin, Dzvin, dzvinochku, | Zvoň, zvoň, zvoň nad krajinou,            |
| Mój stepowy skowroneczku           | Vọng vào vùng giếng trời trên thảo nguyên nhỏ của tôi | Степовий жайвороночку           | Stepovyi zhaivoronochku          | Rozliehaj sa zvoň, zvoň, zvoň!            |

Các điệp khúc khác
| Tiếng Ba Lan                       | Dịch sang tiếng Việt                                                   | Tiếng Ukraine                     | Phiên âm tiếng Ukraine            |  |
| ---------------------------------- | ---------------------------------------------------------------------- | --------------------------------- | --------------------------------- |  |
| Wiele dziewcząt jest na świecie,   | Còn vô vàn cô gái trên thế gian,                                       | Оминайте гори, ліси, доли.        | Omynaite hory, lisy, doly.        |  |
| Lecz najwięcej w Ukrainie.         | Nhưng cô gái Ukraine ấy là tuyệt nhất                                  | Дзвін, дзвін, дзвін, дзвіночку,   | Dzvin, dzvin, dzvin, dzvinochku,  |  |
| Tam me serce pozostało,            | Ở đó, tôi đã trao trái tim này                                         | Мій степовий дзвін, дзвін, дзвін  | Miy stepoviy dzvin, dzvin, dzvin  |  |
| Przy kochanej mej dziewczynie.     | Với một nửa của cuộc đời tôi                                           |                                   |                                   |  |
|                                    |                                                                        |                                   |                                   |  |
|                                    |                                                                        |                                   |                                   |  |
| Hej, hej, hej sokoły!              | Này, này, chú chim ưng!                                                | Гей! Гей! Гей, соколи!            | Hei! Hei! Hei, sokoly!            |  |
| Omijajcie góry, lasy, doły.        | Bay qua những ngọn núi, rừng và thung lũng.                            | Оминайте гори, ліси, доли.        | Omynaite hory, lisy, doly.        |  |
| Dzwoń, dzwoń, dzwoń dzwoneczku,    | Leng kenh, Leng kenh chiếc chuông nhỏ                                  | Дзвін, дзвін, дзвін, дзвіночку,   | Dzvin, dzvin, dzvin, dzvinochku,  |  |
| Mój stepowy skowroneczku           | Vọng vào vùng giếng trời trên thảo nguyên nhỏ của tôi                  | Степовий жайвороночку             | Stepoviy zhaivoronochku           |  |
| Hej, hej, hej sokoły!              | Này, này, chú chim ưng!                                                | Гей! Гей! Гей, соколи!            | Hei! Hei! Hei, sokoly!            |  |
| Omijajcie góry, lasy, doły.        | Bay qua những ngọn núi, rừng và thung lũng.                            | Оминайте гори, ліси, доли.        | Omynaite gory, lisy, doly.        |  |
| Dzwoń, dzwoń, dzwoń dzwoneczku,    | Leng kenh, Leng kenh chiếc chuông nhỏ                                  | Дзвін, дзвін, дзвін, дзвіночку,   | Dzvin, dzvin, dzvin, dzvinochku,  |  |
| Mój stepowy - dzwoń, dzwoń, dzwoń. | Leng kenh trên khắp thảo nguyên.                                       | Мій степовий дзвін, дзвін, дзвін. | Miy stepoviy dzvin, dzvin, dzvin. |  |
|                                    |                                                                        |                                   |                                   |  |
|                                    |                                                                        |                                   |                                   |  |
| Ona jedna tam została,             | Nàng vẫn một mình đứng ở đó                                            | Жаль, жаль за милою,              | Zhalh, zhalh za myloyu,           |  |
| Jaskółeczka moja mała,             | Cô én nhỏ của tôi                                                      | За рідною стороною.               | Za ridnoyu storonoyu.             |  |
| A ja tutaj w obcej stronie         | Và tôi ở đây trên vùng đất xa lạ này [thực ra là 'phía kia biên giới'] | Жаль, жаль серце плаче,           | Zhalh, zhalh sertse plache,       |  |
| Dniem i nocą tęsknię do niej.      | Tôi luôn nhớ nàng bất kể ngày đêm.                                     | Більше її не побачу.              | Bilhshe yiyi ne pobachu.          |  |
|                                    |                                                                        |                                   |                                   |  |
|                                    |                                                                        |                                   |                                   |  |
| Żal, żal za dziewczyną,            | Nỗi buồn, nỗi buồn trong cô gái đó,                                    | Меду, вина наливайте              | Medu, vyna nalyvaite              |  |
| Za zieloną Ukrainą,                | và trong màu xanh trên dải đất Ukraine;                                | Як загину поховайте               | Yak zahynu pokhovaite             |  |
| Żal, żal, serce płacze,            | Buồn thay, buồn thay, trái tim đang thổn thức                          | На далекій Україні                | Na dalekykh Ukrainy               |  |
| Już jej więcej nie zobaczę.        | Tôi sẽ không bao giờ gặp nàng.                                         | Коло милої дівчини.               | Kolo myloi divchyny.              |  |
|                                    |                                                                        |                                   |                                   |  |
|                                    |                                                                        |                                   |                                   |  |
| Wina, wina, wina dajcie!           | Rượu, rượu, cho tôi rượu!                                              | Гей, десь там, де чорні води      | Hei, des tam, de chorni vody      |  |
| A jak umrę pochowajcie             | Và khi tôi ngã xuồng, hay đưa tôi                                      | Сів на коня козак молодий         | Civ na konya kozak molodyi        |  |
| Na zielonej Ukrainie               | Về mảnh đất mẹ Ukraine,                                                | Плаче молода дівчина              | Plache moloda divchyna            |  |
| Przy kochanej mej dziewczynie      | Dưới bàn tay chăm sóc của nàng                                         | Їде козак з України               | Yide kozak z Ukrayiny             |  |